# یئو جین ها
یئو جین ها (انگلیسی: Yeo-jin Ha؛ زادهٔ ۴ فوریهٔ ۱۹۸۶) بازیگر سینما اهل کره جنوبی است. او بیشتر برای بازی در بهار، تابستان، پاییز، زمستان… و بهار به کارگردانی کیم کی-دوک شناخته می‌شود. 